# ديويت وليامز
ديويت وليامز هو سياسي أمريكي، ولد في 12 أكتوبر 1919 في سانت ستيفن في الولايات المتحدة، وتوفي في 27 يناير 2016 في مونكس كورنر في الولايات المتحدة. انتخب عضو مجلس نواب كارولاينا الجنوبية ‏.